# Гарсия, Натаниэль
Натаниэ́ль Гарси́я (24 апреля 1993 года, Санта-Флора, Тринидад и Тобаго) — тринидадский футболист, полузащитник непальского клуба «Френдс».

## Карьера
Долгое время выступал на родине за местные коллективы. Наибольших успехов полузащитник добился в составе "Сентрала", с которым он неоднократно становился чемпионата Тринидада и Тобаго. В сентябре 2019 года хавбек переехал в Индию, где подписал контракт с клубом I-лиги "Гокулам Керала". К тому времени за него уже выступали соотечественники и бывшие партнеры Гарсии Эндрю Этьенн и Маркус Джозеф.

## Сборная
Некоторое время Натаниэль Гарсия играл за молодежную сборную Тринидада и Тобаго. За главную национальную команду страны он дебютировал 19 марта 2016 года в гостевом товарищеском матче против Гренады, который завершился со счетом 2:2.

## Семья
Братья - Ливай, Джуда и Даниэль - также являются футболистами. В их семье есть еще две сестры.

## Достижения

### Национальные
- Чемпион Тринидада и Тобаго (4): 2014/15, 2015/16, 2016/17.

### Международные
- Победитель Карибского клубного чемпионата (1): 2016.